# 郝梦龄
郝梦龄（1892年2月18日—1937年10月16日），字锡九。抗战初期牺牲的第一位军长。

## 生平
生于河北省藁城县庄合村，家境貧困，因此在短暫於私塾就學後進入雜貨店打雜，後不堪店老闆凌虐逃脫從軍。郝夢麟在14歲時進入奉系部隊從軍，民國八年（1919）自保定军校第六期步兵科毕业。畢業後進入奉軍第三軍服役。
1921年起，郝梦龄轉入魏益三率領的東北國民軍第5軍，升任营长、团长。但因魏益三協助郭松齡叛變張作霖，魏益三只能率部逃亡加入冯玉祥的国民军，郝梦龄後在同部隊出任國民軍第四軍第二十六旅上校旅长。
魏益三在之後率領部隊叛變投靠吳佩孚，此後又投靠蔣中正，其部隊被更名為國民革命軍第三十軍，郝夢麟仍擔任旗下師長。隨著三十軍在民國十六年（1927）分裂，郝夢麟一度暫代三十軍軍長職務。
民國十八年（1928），三十軍下轄部隊先是被改制國民革命軍103、104、105師，年底部隊被縮編為國民革命軍第54師，師長王澤民、副師長劉鳳池，下轄三個師則被改編為160、161、162旅，郝夢麟擔任161旅旅長。
民國十九年（1929），郝夢麟升任國民革命軍第54師師長。1930年中原大战后，兼任郑州警备司令。民國二十一年（1932），郝夢麟在剿共戰爭期間接替表現不佳的王金鈺成為國民革命軍第九軍中將军长兼第54師師長。
民國二十六（1937）年7月抗日戰爭爆發，第九軍移防山西省，參戰忻口战役。郝梦龄在10月16日戰死，追赠陆军上将。

## 功勋
郝梦龄将军是抗战初期牺牲在抗日疆场上的第一位军长，1938年的小学国语课本中就有“中国第一个军长”的题目描写他。

## 纪念

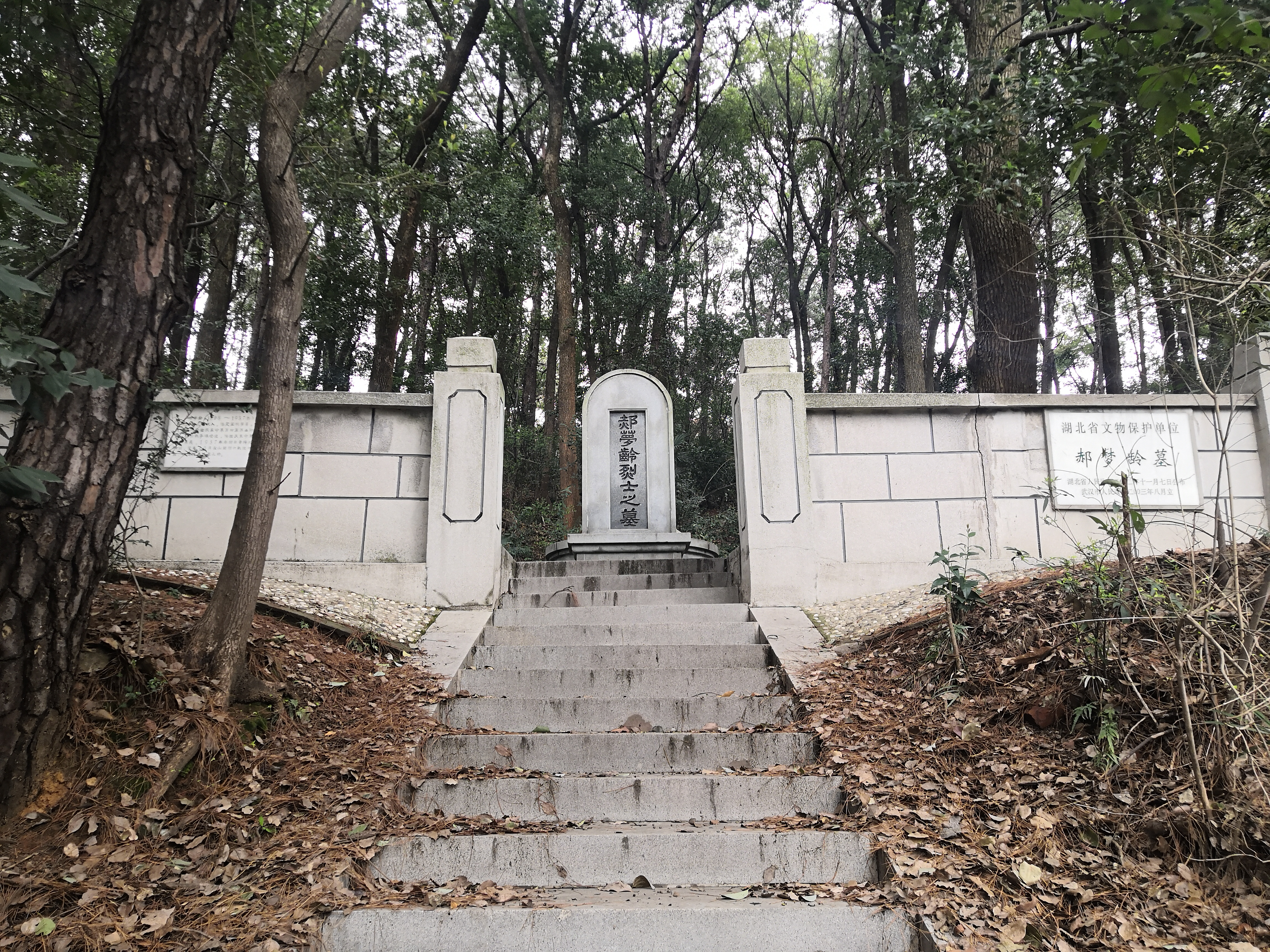
郝梦龄墓

2005年拍攝的抗戰主題電影《太行山上》，郝夢齡的角色由台湾演員劉德凱飾演。在1937年忻口会战时激励将士：「將有必死之心，士無貪生之念。」
为纪念郝梦龄的功勋，抗战胜利后，国民政府将汉口北小路改名为郝梦龄路。1985年，在抗日战争胜利40周年之际，武汉市人民政府为缅怀抗日英烈，重新恢复了以张自忠、郝梦龄、刘家麒、陈怀民4位抗日将士的名字命名的4条路名，并举行了隆重的命名仪式。
郝梦龄烈士墓园位于武汉市伏虎山西北侧的山腰间，列为市级文物保护单位。1966年郝梦龄墓被铲平，后重修为烈士墓园。